# Molophilus curvistylus
Molophilus curvistylus är en tvåvingeart som beskrevs av Alexander 1925. Molophilus curvistylus ingår i släktet Molophilus och familjen småharkrankar. Inga underarter finns listade i Catalogue of Life.